# Tel Aviv Heat
Tel Aviv Heat es un equipo profesional de rugby de Israel con sede en la ciudad de Tel Aviv.
Participa en el Rugby Europe Super Cup, un torneo para equipos profesionales de naciones en desarrollo.

## Historia
El club fue fundado en 2021 como representante de Israel en la nueva competencia europea de franquicias profesionales de rugby.
En su primera temporada en la liga logró clasificar a semifinales perdiendo por 42 a 26 frente a los portugueses de Lusitanos XV.
El 17 de diciembre de 2022 disputó su primera final en la Súpercopa perdiendo por un marcador de 29 a 17 frente a los Black Lions de Georgia.

## Palmarés
- Subcampeón Rugby Europe Super Cup: 2022, 2023